# GERK
Grafična enota rabe kmetijskega gospodarstva, krajše GERK, je evidenca ministrstva za kmetijstvo in okolje Republike Slovenije, ki je bila leta 2006 vzpostavljena z namenom pridobitve ustrezne baze podatkov o zemljiščih in potrebam po dodeljevanju podpor v kmetijstvu glede na površine zemljišč. 
Sistem je bil vpeljan zato, ker slovenski zemljiški kataster v numerični in digitalni obliki (DKN) ne ustreza predpisom EU za dodeljevanje podpor na površino zemljišča. Evidenca GERK-ov sicer ne vpliva na lastništvo ali davke, saj sta za slednje še vedno merodajni evidenci zemljiška knjiga in zemljiški kataster. GERK-i so vrisani na digitalne letalske posnetke (DOF) po mejah dejanske rabe zemljišča in mejah uporabe tega zemljišča. GERK-i morajo vedno odražati stanje v naravi, zato se jih lahko spreminja in usklajuje.